# ロニー・アルニール
ロニー・アルニール（Ronald William "Ronnie" Arniell、1981年2月19日 - ）はカナダのプロレスラー。オンタリオ州セントキャサリンズ出身。妻は女子プロレスラーのペイトン・ロイス。

## 来歴

### キャリア初期
2001年、プロレスラーとなるためにレッスルプレックス・トレーニング・スクールにてトレーニングを開始。TNAで活躍するエリック・ヤングに師事する。
2002年、オンタリオのプロレス団体でプロレスラーデビューを果たす。以後、BCW（Border City Wrestling）、WXW（World Xtreme Wrestling）、BSE（Blood Sweat and Ears）などのインディー団体に参戦し、2005年にはWWEのRAWの前座試合を放送するHEATにジョバーとして登場。

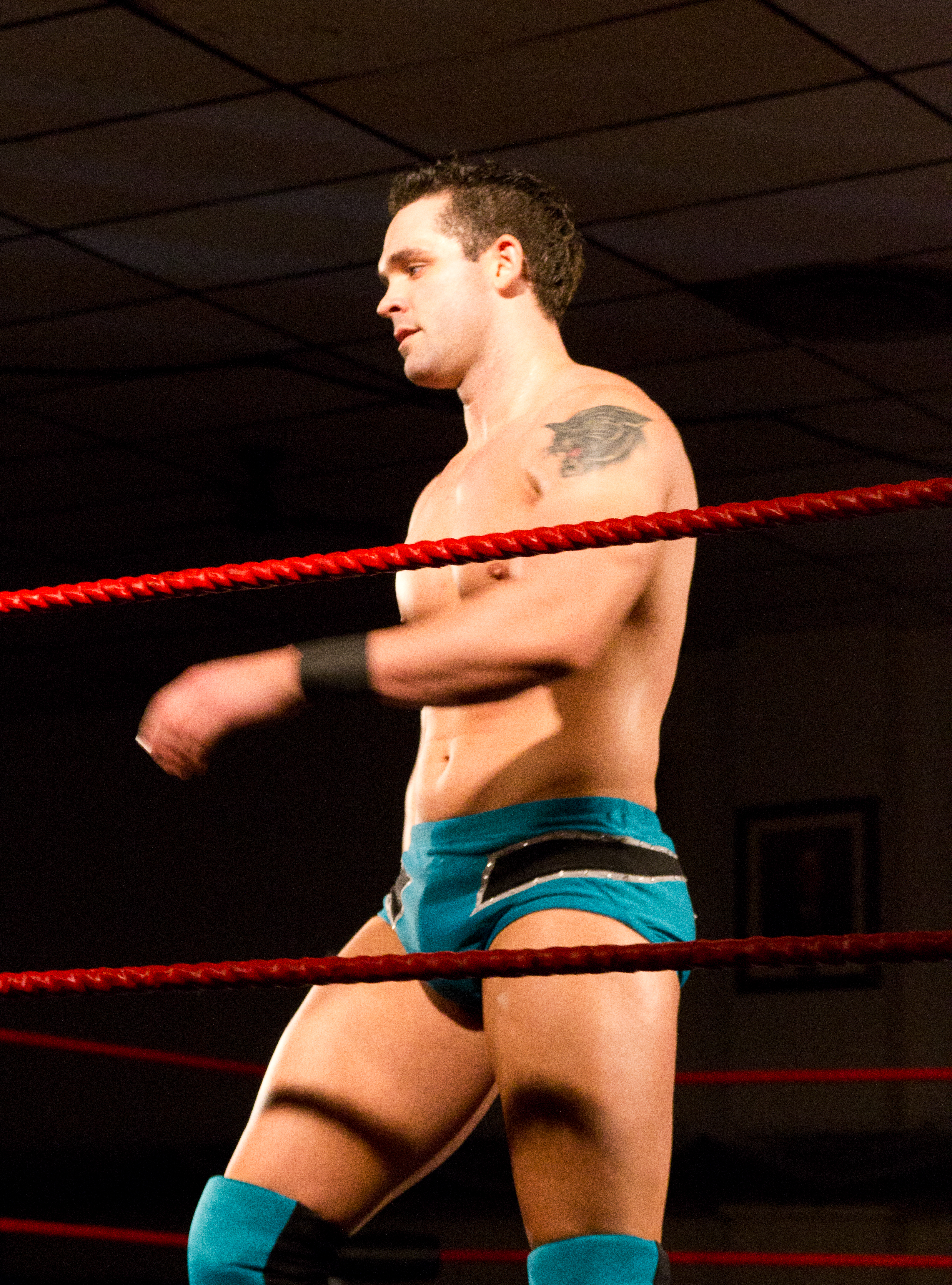
2011年

### WWE
2006年5月にWWEとディベロップメント契約を交わし入団。傘下団体であるOVWにてショーン・スピアーズ（Shawn Spears）でデビュー。OVW TV王座、OVW南部タッグチーム王座を獲得する活躍を見せた。2007年にはWWEと新しく契約した傘下団体であるFCWに移籍。ここでもFCWフロリダタッグチーム王座を獲得するなど結果を残し、8月にECWに昇格。リングネームをギャビン・スピアーズ（Gavin Spears）に変更し、初登場した際にはセオドア・ロングから独創性のある新星と称されるがリッキー・オルティズに敗れた。その後これといった活躍を見せられず、FCWに降格。2009年1月にWWEから解雇通告を受けた。

### インディー団体
WWE解雇後、リングネームをショーン・スピアーズへと戻し、5月からTNA、ROHといった団体に転戦。8月にはWWCにレギュラー参戦することが決まり、WWC世界タッグチーム王座を獲得するなどトップの一員として輝きを取り戻すことに成功。2010年にはメキシコの団体にも定期参戦。2011年2月、全日本プロレスに留学生として参戦。エキサイトシリーズ、HOLD OUT TOURと連続してシリーズに出場したが、東日本大震災の影響を受け、5月までの在籍予定を切り上げ帰国した。

### WWE

#### NXT
2013年9月15日、WWEと再契約したことが発表された。WWEと再契約後、育成施設であるWWEパフォーマンスセンターでトレーニングを始めるが短期間でNXTに昇格。10月10日にテーピングされたNXTテレビショーでリングネームをタイ・デリンジャー（Tye Dillinger）に変更し、モジョ・ローリーを相手に復帰戦に挑むも敗戦となった。
2014年2月、ジェイソン・ジョーダンとタッグを組んで活動。3月27日のNXTではダークマッチにてニュー・エイジ・アウトローズと対戦した。4月17日、NXTに出場。バロン・カービン & ソーヤー・フルトンと対戦して体格差に苦しんだもののコンビネーションによる連携技を駆使して勝利した。8月7日、NXTタッグ王座次期挑戦者チーム権争奪トーナメント1回戦にてコリン・キャサディ & エンツォ・アモーレと対戦して敗戦。この敗戦をきっかけに徐々にジョーダンとの関係は悪化するようになりジ・アセンション、ルチャドラゴンズを相手に連敗を重ねてチームは解散。
2015年4月1日、ジョーダンと遺恨戦を行うがわずか3分で敗戦した。ジョーダンとのタッグ解散後、新たにパーフェクト10なるギミックを与えられ両掌を交互に広げるパフォーマンスで入場。8月12日、ソロモン・クロウと対戦して新たなフィニッシャーとなったパーフェクト10を決めて勝利した。ギミック変更早々の同月22日、Takeover BrooklynにてNXTデビューを果たしたアポロ・クルーズと対戦するもスタンディング・ムーンサルトプレスを決められ敗れた。
2017年1月29日、WWE・Royal Rumble 2017にてロイヤルランブルマッチの10番目に登場。サミ・ゼインやディーン・アンブローズと協力してブラウン・ストローマンに立ち向かったが投げ落とされ脱落となった。

#### WWE
2017年4月4日、WWEに昇格。SmackDownにてカート・ホーキンスと対戦。最後にタイ・ブレーカーを決めて勝利した。同月19日、NXTにてサニティーとの決着戦としてエリック・ヤングとスティールケージマッチで対戦。終盤までクリーンファイトを行うもドアから脱出を試みようとしたところにサニティーのメンバーが乱入。しかし、カシアス・オーノとロデリック・ストロングに助けられ、最後にはケージ上からウルフとキリアン・デインにダイビングボディプレスを決めてドアから脱出。勝利した。
2019年2月22日、WWEから解雇された。

### AEW
2019年5月25日、リングネームをショーン・スピアーズに戻し、AEWのPPV「Double or Nothing」のカジノ・ロワイヤルに出場した。

## 得意技

### フィニッシュ・ホールド
C4
ギャビン・スピアーズ及びインディー団体時代のフィニッシャー。
タイ・ブレーカー
2016年6月から使用し始めたフィニッシャー。 ファイヤーマンズキャリーの体勢から相手の頸部が自らの片膝に当たるように側方へ投げ落とす大技。
古くからメキシコや欧州に存在した技だが明確な名称はなくネックブリーカーと呼ばれる事が多かった。AJスタイルズもTNA時代から得意としていて、新日本プロレスの後藤洋央紀も牛殺しの名で使用。現在は相手をファイヤーマンズキャリーの体勢で持ち上げ、旋回させながら相手の頭部をうつ伏せの形で自らの片膝に叩きつける改良型を使用している。
パーフェクト10
変型オーバードライブ。

### 打撃技
バックハンド・チョップ
エルボー
ヨーロピアン・アッパー
ナックルパンチ
スーパーキック
ルー・テーズ・プレス
チェンジ・オブ・ペースとして使用。技の後はそのままフォールには移行せずにマウントからのグラウンドパンチを放つ事が多い。

### 投げ技
スープレックス
スパープレックス
抱え式バックドロップ
パワーボム

### 関節技
シャープシューター
スピニング・バックブリーカー

## 獲得タイトル
WWC
- WWC世界タッグ王座 1回

w / アイドル・スティーブンス
FCW
- FCWフロリダタッグ王座 : 1回

w / ニック・ネメス
OVW
- OVW TV王座 : 3回
- OVW南部タッグチーム王座 : 3回

w / コーディ・ラネルズ ： 2回
w / コルト・カバナ ： 1回
ALW
- ALGジョージアン・ベイ・ヘビー級王座 : 1回

ACW
- ACWヘビー級王座 : 1回

FUW
- FUWタッグ王座 : 1回

w / ケニー・ケンドリック : 1回
GBPW
- GBPW王座 : 1回

GLCW
- GLCWタッグチーム王座 : 1回

w / フレックス・ファルコン
NSPW
- NSPWタッグ王座 : 1回

w / JTプレイヤ
PWA
- PWAピュアレスリング王座 : 1回

TCW
- TCWヘビー級王座 : 1回